# Bá tước xứ Jersey
Bá tước xứ Đảo Jersey (tiếng Anh: Earl of the Island of Jersey), thường được rút ngắn và gọi tắt là Bá tước xứ Jersey, là một tước hiệu thuộc Đẳng cấp quý tộc Anh. Nó được nắm giữ bởi một nhánh của gia tộc Villiers, mà từ năm 1819 là gia tộc Child Villiers.
Tước hiệu được tạo ra vào năm 1697, dưới thời của Vua William III, và được trao cho Edward Villiers, Tử tước Williers thứ nhất, người giữ chức Đại sứ Anh tại Pháp từ năm 1698 đến 1699 và Ngoại trưởng từ năm 1699 đến năm 1700. Tước vị được lấy theo Đảo Jersey, Địa hạt Jersey, một lãnh địa vương quyền của Anh nằm ở Eo biển Manche. Bá tước xứ Jersey đã truyền đời được đến tận ngày nay, hiện đã là đời thứ 10 và vị Bá tước đang tại nhiệm là William Child Villiers.

### Sách trích dẫn
- Hesilrige, Arthur G. M. (1921). Debrett's Peerage and Titles of courtesy. London, UK: Dean & Son. tr. 508.

Bản mẫu:Extant British earldoms